# Aşağışeyhler, İskilip
Aşağışeyhler là một xã thuộc huyện İskilip, tỉnh Çorum, Thổ Nhĩ Kỳ. Dân số thời điểm năm 2010 là 576 người.